# Echium canum
Echium canum là loài thực vật có hoa trong họ Mồ hôi. Loài này được Emb. & Maire mô tả khoa học đầu tiên năm 1927.